# Gmina Wąsosz
Die Gmina Wąsosz ist eine Stadt- und Landgemeinde im Powiat Górowski der Woiwodschaft Niederschlesien in Polen. Ihr Sitz ist die gleichnamige Stadt (deutsch Herrnstadt) mit etwa 2650 Einwohnern.

## Geographie

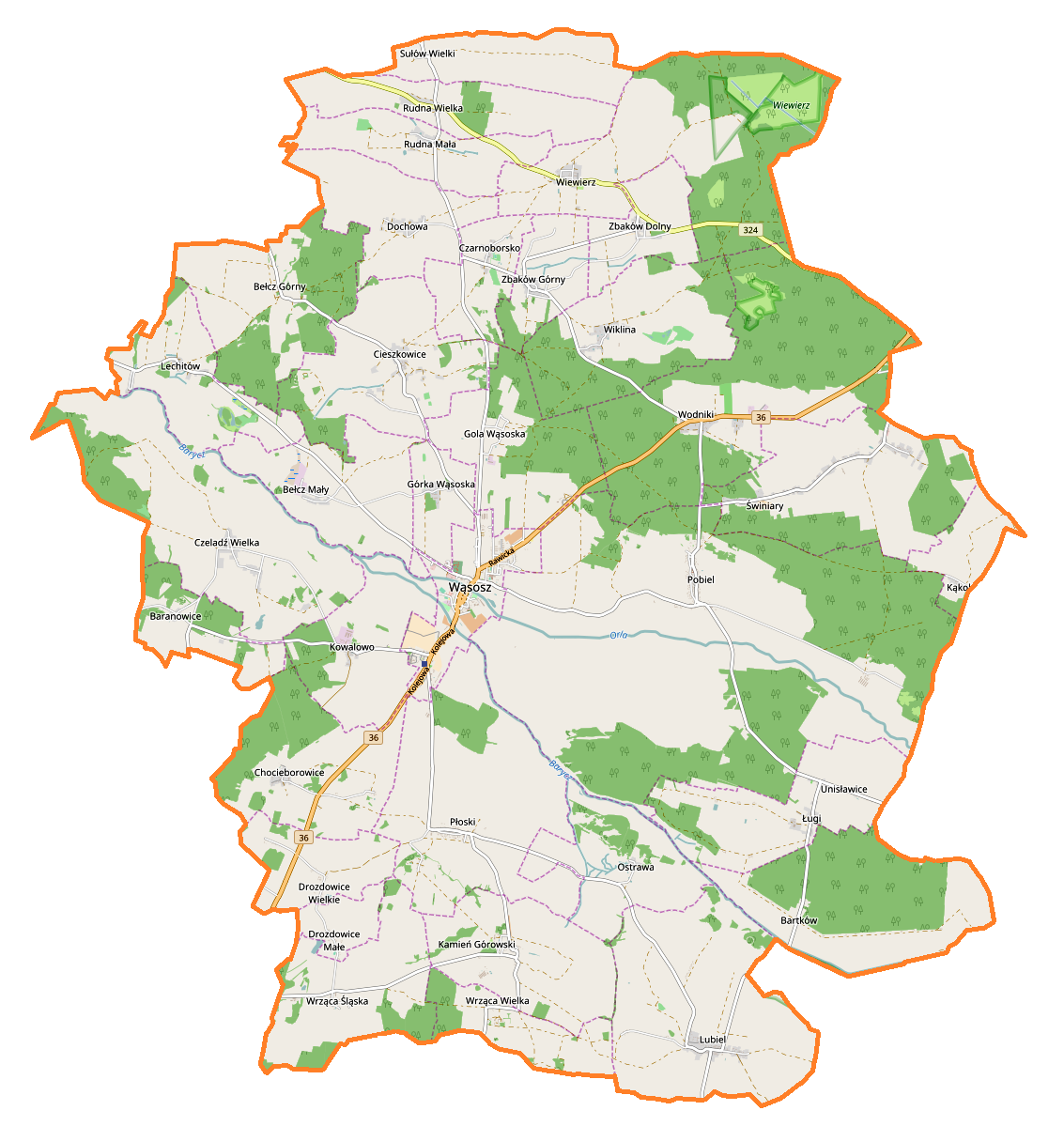
Landkarte der Gemeinde

Die Gemeinde liegt in Niederschlesien und im Norden der Woiwodschaft. Sie grenzt im Norden und Nordosten an die Woiwodschaft Großpolen. Nachbargemeinden sind dort Bojanowo im Norden und Rawicz im Nordosten, in der Woiwodschaft Niederschlesien grenzt sie an Żmigród im Südosten, Wińsko im Süden, Jemielno im Südwesten und Góra im Nordwesten. Breslau liegt etwa 50 Kilometer südöstlich, die Kreisstadt Góra (Guhrau) zehn Kilometer nordwestlich.
Die Gemeinde hat eine Fläche von 193,6 km², von der 67 Prozent land- und 25 Prozent forstwirtschaftlich genutzt werden. Westlich der Stadt mündet die Orla (Horle) in die Barycz (Bartsch).

## Geschichte
Die Landgemeinde wurde 1954 in Gromadas aufgelöst. Wąsosz erhielt den Status einer Siedlung städtischen Typs. Die Landgemeinde wurde 1973 wiedergebildet. Wąsosz wurden 1984 die Stadtrechte erteilt. Stadt- und Landgemeinde wurden 1990/1991 zur Stadt-und-Land-Gemeinde zusammengelegt. Ihr Gebiet kam 1975 von der Woiwodschaft Breslau zur Woiwodschaft Leszno, der Powiat wurde aufgelöst. Zum 1. Januar 1999 kam die Gemeinde zur Woiwodschaft Niederschlesien und zum wiedererrichteten Powiat Górowski.

## Gliederung
Die Stadt- und Landgemeinde Wąsosz besteht neben der namensgebenden Stadt aus den 32 folgenden Dörfern mit 31 Schulzenämtern deutsche Namen, amtlich bis 1945:
- Baranowice (Brennowitz)
- Bartków (Bartschdorf)
- Bełcz Mały (Kleinbeltsch)
- Bełcz Górny (Hochbeltsch)
- Chocieborowice (Kutscheborwitz, 1936–1945 Birkenhöhe)
- Cieszkowice (Tscheschkowitz, 1936–1945 Eichenhag)
- Czarnoborsko (Sandeborske, 1936–1945 Quelldorf)
- Czeladź Wielka (Tschilesen, 1937–1945 Gepidau)
- Dochowa (Duchen)
- Drozdowice Małe (Klein Tschuder, 1937–1945 Allhilf)
- Drozdowice Wielkie (Groß Tschuder, 1936–1945 Steinbrück)
- Gola Wąsoska (Gahle) und Górka Wąsoska (Gurkau)
- Kąkolno (Herrndorf)
- Kamień Górowski (Kamin)
- Kowalowo (Kadlewe, 1936 Sandau, 1937–1945 Fallbach)
- Lechitów (Dreihäuser)
- Lubiel (Leubel)
- Ługi-Unisławice (Königs- und Wilhelmsbruch)
- Ostrawa (Ostrawe, 1936–1945 Wallheim)
- Płoski (Pluskau)
- Pobiel (Bobile, 1936–1945 Wandelheim)[5]
- Rudna Mała (Klein Räudchen)
- Rudna Wielka (Groß Räudchen)
- Sułów Wielki (Groß Saul)
- Świniary (Schwinaren, 1937–1945 Altring)
- Wiewierz (Wehrse)
- Wiklina (Wikoline)
- Wodniki (Woidnig, 1936–1945 Waldfriedeck)
- Wrząca Śląska (Akreschfronze, 1936–1945 Akrau)
- Wrząca Wielka (Wehlefronze, 1936–1945 Waldhagen)
- Zbaków Dolny (Nieder Backen)
- Zbaków Górny (Ober Backen)

Weiler: Sułów Wielki (Groß Saul).
Ortsteile der oben genannten Dörfer sind gegenwärtig:
- Borowna (Heidchen)
- Czaple (Tschipkei, 1934–1945 Grohsau)[6]
- Jawor (Zänzerei)
- Kobylniki (Hengwitz)
- Marysin (Marienruh)
- Młynary (Nieder und Ober Struppemühle)[7]
- Podmieście (Stadtvorwerk)[8],
- Sądowel (Tschistey, 1936–1945 Sandewalde)
- Stefanów (Friedrichshof)[9]
- Zubrza (Schubersee)

## Verkehr
Die Landesstraße DK36 durchzieht die Gemeinde von Nordosten nach Südwesten. Die abzweigende Woiwodschaftsstraße DW324 führt über die Kreisstadt Góra (Guhrau) nach Szlichtyngowa (Schlichtingsheim) in der Woiwodschaft Lebus.
Der nächste Bahnhof ist Rawicz (Rawitsch), der nächste internationale Flughafen Breslau.